# Brique (fromage)
Pour les articles homonymes, voir Brique.
Les briques sont une « famille » de fromages français, fabriqués du côté du Puy-en-Velay,
Ce sont des fromages à base de lait de brebis, de chèvre ou de vache,  à pâte molle à croûte fleurie.

## Brique Brebis
C'est un petit fromage à base de  lait de brebis, d'un poids moyen de 200 grammes.
Sa période de dégustation optimale s'étale d'avril à août après un affinage de 20 jours, mais il est aussi excellent de janvier à octobre.

## Brique Chèvre
C'est un petit fromage à base de  lait de chèvre, d'un poids moyen de 200 grammes. Tel que la brique du Forez (voir image) ou le chèvreton dans le Livradois.
Sa période de dégustation optimale s'étale de mai à septembre après un affinage de 20 jours, mais il est aussi excellent en avril et en octobre. Chèvre doux quand il est jeune, il prend de l'acidité et du caractère avec l'âge.

## Brique de Pays
C'est un petit fromage à base de  lait de vache, d'un poids moyen de 250 grammes.
Sa période de dégustation optimale s'étale de mai à août après un affinage de 20 jours, mais il est aussi excellent de mars à novembre.